# 昭和八十八年度! 第二回ひとり紅白歌合戦
『桑田佳祐 Act Against AIDS 2013 昭和八十八年度! 第二回ひとり紅白歌合戦』（くわたけいすけ アクト・アゲインスト・エイズ にせんじゅうさん しょうわはちじゅうはちねんど! だいにかいひとりこうはくうたがっせん）は、桑田佳祐のライブ・ビデオ。2014年3月12日にDVDとBlu-rayで発売。発売元はタイシタレーベル / ビクターエンタテインメント/ SPEEDSTAR RECORDS。

## 背景
2013年11月30日から12月4日にパシフィコ横浜・国立大ホールにて、「Act Against AIDS」（AAA）の一環として行った同名ライブイベントを収録した作品。前回の2008年に行われた「ひとり紅白」の公演数を1日増やして4公演にしたのだが、チケットは秒殺で完売してしまい、報道やメディアなどで公演の一部が放送されたり、12月8日にWOWOWで放送されると、当日会場に行くことができなかったファンから、映像化を求める声が殺到した。しかし、桑田やスタッフは当初商品化は考えていなかった。

## リリース
毎回何らかのテーマを設けて選曲が行われる桑田のAAAだが、今回は「ひとり紅白歌合戦」と称し、昭和20年代の昭和歌謡曲（懐メロ）から平成のJ-POPまでさまざまなヒット曲を桑田がカバーする作品であるため、楽曲の一部には管理楽曲や洋楽が含まれていた。ソフト化が難航されると思われたが、権利元と交渉の上、映像化された。

## プロモーション
発売当日の朝日新聞の番組欄の右端の部分にこの作品の広告が掲載された。
なお、ライブ・DVD・Blu-rayにおいての収益金の一部は、AAA事務局を通じ、さまざまなエイズ啓発活動に使用される。

## ライブ

### スケジュール
- 2013年11月30日・12月1日・12月3日・12月4日 パシフィコ横浜 国立大ホール

### エピソード
このイベントが開催されるきっかけは2013年に2020年夏季オリンピックの東京での開催が決定したことであり、「1964年の東京五輪が開催された頃の日本の元気の良さを思い出し、前を向いていこうという機運がある。今回のライブにも、古き良き時代を振り返り、楽しみながら、明るい未来を目指していこうというテーマがある」ことが語られており、事実、オープニングで桑田扮する甘皮静夫（元ネタは山川静夫）が五輪開催に触れ「日本も世界も平和と友好の新しい時代がやって参りますね」と発言する、「東京五輪音頭」が歌唱されるなどの一幕が存在している。なお、かねてから桑田は1982年の『NHK紅白歌合戦』や1995年に開催されたサザンの単発コンサート『ホタル・カリフォルニア』などで三波春夫の物まねなどをすることはあったが、楽曲をカバーするのはこれが初めてのことだった。選曲にあたり、桑田は200曲ほどの楽曲を聴いたうえでリストアップしており、自分が知らなかったいい曲もあった旨も述べている。
『昭和八十三年度! ひとり紅白歌合戦』の流れを踏襲し、総合司会は桑田扮する甘皮静夫、白組司会のマッタイラサダトモ（元ネタは松平定知）、紅組司会の黒乳首徹子（元ネタは黒柳徹子）が進行を行った。マッタイラと黒乳首はマネキンであり、声はスタッフがあてていた。オープニングのナレーションは前回同様クリス・ペプラーが務め、「特別審査員」として爆笑問題がVTR出演しており、「傷だらけのローラ」では、ファッションモデルのローラのものまねで桑田と同じアミューズ所属の福田彩乃がVTR出演している。また、「チョットだけョ! 全員集合」「ドリフのズンドコ節」「ドリフのビバノン音頭」では、ドリフターズメンバーに扮し松田弘・関口和之・原由子・野沢秀行がゲスト出演し、サザンオールスターズとしての歌唱となった。配役は桑田 - いかりや長介、松田 - 加藤茶、関口 - 高木、原 - ブー、野沢 - 志村けん。「なごり雪」ではバックモニターに歌詞に沿い、「男女の別れ」を描いた映像が上映されたが、最後には女性が女装した桑田に変わっていたというオチが含まれており、観客の笑いを誘っている。「TOKIO」ではパラシュートを模したパラソルを背中に装着し、曲の途中でフライングを披露した。「どうにもとまらない」では曲中にはたけやま裕のパーカッションソロや、「シング・シング・シング」「ストップ・イン・ザ・ネイム・オブ・ラヴ」のフレーズが引用されるといった大幅なアレンジが加えられた。「ボーン・ディス・ウェイ」「東京五輪音頭」では、桑田がレディー・ガガをもじった「ジジィ・ガガ」という滝川クリステルがIOCの夏季東京五輪誘致で発した「お・も・て・な・し」に圧倒され「エロパワー」が沸き、果てには健康を取り戻したという「とある漁村」出身の90歳の老人に設定されたキャラに扮し登場した。また、「東京五輪音頭」では松田・関口・原・野沢も和太鼓で演奏に参加し、和洋折衷なサウンドが展開された。「アンパンマンのマーチ」「愛のさざなみ」は開催年に亡くなったやなせたかし・島倉千代子への追悼として披露された。「川の流れのように」では、美空ひばりを彷彿（ほうふつ）とさせる衣装をまとい、途中でスカートの裾が大きく広がり、桑田が徐々に高くせり上がるという小林幸子を思わせる演出が行われた。「笑って許して」では、和田アキ子をモデルにして制作された着ぐるみ“和田アキ男”が映画『ジョーズ』のテーマに乗せて登場した。
中村中・三代目桂春蝶（11月30日）・aiko（12月1日）・いとうあさこ（12月3日）がこのライブを観に行っている。

## チャート成績
2014年3月24日付のオリコンチャートで、DVD部門で初週2.0万枚、Blu-ray部門で初週1.9万枚を売り上げて、DVDおよびBDランキング総合1位に初登場した。男性ソロの音楽作品が両ランキングを同時制覇したのは史上初となった。 
DVD部門での首位は『桑田さんのお仕事 07/08 〜魅惑のAVマリアージュ〜』以来6年ぶり通算2作目の首位となり、Blu-ray部門では初週間1位を獲得した。

## 収録曲
- セットリスト出典[20]。DVD版は32.までがDisc1、33.以降がDisc2。

| 白組                                                                                    | 白組                                | 白組                                                            | 白組             | 紅組             | 紅組               | 紅組                      | 紅組             |
| 曲順                                                                                    | オリジナル歌手                      | 曲                                                              | 年               | 曲順             | オリジナル歌手     | 曲                        | 年               |
| 紅白ベテラン対決                                                                        | 紅白ベテラン対決                    | 紅白ベテラン対決                                                | 紅白ベテラン対決 | 紅白ベテラン対決 | 紅白ベテラン対決   | 紅白ベテラン対決          | 紅白ベテラン対決 |
| --------------------------------------------------------------------------------------- | ----------------------------------- | --------------------------------------------------------------- | ---------------- | ---------------- | ------------------ | ------------------------- | ---------------- |
| 1                                                                                       | 藤山一郎                            | 東京ラプソディ                                                  | 1936             | 2                | 高峰秀子           | 銀座カンカン娘            | 1949             |
| GS・ビート歌謡対決                                                                      |                                     |                                                                 |                  |                  |                    |                           |                  |
| 3                                                                                       | ザ・タイガース                      | 銀河のロマンス                                                  | 1968             | 4                | 中村晃子           | 虹色の湖                  | 1967             |
| 5                                                                                       | オックス                            | スワンの涙                                                      | 1968             | 6                | ピンキーとキラーズ | 涙の季節                  | 1969             |
| 7                                                                                       | パープル・シャドウズ                | 小さなスナック                                                  | 1968             | 8                | 西田佐知子         | 涙のかわくまで            | 1967             |
| 9                                                                                       | ザ・テンプターズ                    | エメラルドの伝説                                                | 1968             | 10               | 渚ゆう子           | 京都の恋                  | 1970             |
| フォークソング〜ニューミュージック対決                                                  |                                     |                                                                 |                  |                  |                    |                           |                  |
| 11                                                                                      | ザ・ブロードサイド・フォー          | 若者たち                                                        | 1966             | 12               | 森山良子           | この広い野原いっぱい      | 1967             |
| 13                                                                                      | はしだのりひことシューベルツ        | 風                                                              | 1969             | 14               | イルカ             | なごり雪                  | 1974             |
| 15                                                                                      | 風                                  | 22才の別れ                                                      | 1975             | 16               | 中島みゆき         | わかれうた                | 1977             |
| バブルからの贈り物対決                                                                  |                                     |                                                                 |                  |                  |                    |                           |                  |
| 17                                                                                      | 尾崎豊                              | I LOVE YOU                                                      | 1991             | 18               | 小林明子           | 恋におちて -Fall in love- | 1985             |
| 19                                                                                      | 井上陽水                            | リバーサイドホテル                                              | 1982             | 20               | 髙橋真梨子         | 桃色吐息                  | 1984             |
| 21                                                                                      | 槇原敬之                            | 遠く遠く                                                        | 1992             | 22               | 松任谷由実         | 春よ、来い                | 1994             |
| 昭和歌謡大ヒットメドレー                                                                |                                     |                                                                 |                  |                  |                    |                           |                  |
| 23                                                                                      | ザ・キング・トーンズ                | グッド・ナイト・ベイビー                                        | 1968             | 24               | 伊東ゆかり         | 小指の想い出              | 1967             |
| 25                                                                                      | 西郷輝彦                            | 星のフラメンコ                                                  | 1966             | 26               | 青い三角定規       | 太陽がくれた季節          | 1972             |
| 27                                                                                      | 西城秀樹                            | 傷だらけのローラ                                                | 1974             | 28               | 由紀さおり         | 手紙                      | 1970             |
| 29                                                                                      | 森進一                              | 港町ブルース                                                    | 1969             | 30               | 奥村チヨ           | 恋の奴隷                  | 1969             |
| 31                                                                                      | 布施明                              | シクラメンのかほり                                              | 1975             | 32               | あべ静江           | みずいろの手紙            | 1973             |
| 33                                                                                      | 内山田洋とクール・ファイブ 桑田佳祐 | 東京砂漠 おいしい秘密                                           | 1976 2013        | 34               | 都はるみ           | 北の宿から                | 1975             |
| 35                                                                                      | 坂本九                              | 見上げてごらん夜の星を                                          | 1963             | 36               | ちあきなおみ       | 喝采                      | 1972             |
| 時空を超えた異色対決                                                                    |                                     |                                                                 |                  |                  |                    |                           |                  |
| 37                                                                                      | ザ・ドリフターズ                    | チョットだけヨ!全員集合 ドリフのズンドコ節 ドリフのビバノン音頭 | 1973 1969 1973   | 38               | 平原綾香           | Jupiter                   | 2003             |
| やっぱり現役も負けてられないよね!!コーナー                                              |                                     |                                                                 |                  |                  |                    |                           |                  |
| 41                                                                                      | 奥田民生                            | イージュー★ライダー                                             | 1996             | 39               | aiko               | カブトムシ                | 1999             |
| 42                                                                                      | 斉藤和義                            | やさしくなりたい                                                | 2011             | 40               | いきものがかり     | ありがとう                | 2010             |
| TOKIOロックスター対決                                                                   |                                     |                                                                 |                  |                  |                    |                           |                  |
| 44                                                                                      | 沢田研二                            | TOKIO                                                           | 1980             | 43               | アン・ルイス       | 六本木心中                | 1984             |
| スーパー・アイドル対決                                                                  |                                     |                                                                 |                  |                  |                    |                           |                  |
| 46                                                                                      | 郷ひろみ                            | 男の子女の子                                                    | 1972             | 45               | 小泉今日子         | なんてったってアイドル    | 1985             |
| R15指定! 愛と欲望の守護神対決                                                           |                                     |                                                                 |                  |                  |                    |                           |                  |
| 48                                                                                      | レディー・ガガ 三波春夫             | ボーン・ディス・ウェイ 東京五輪音頭                             | 2011 1964        | 47               | 山本リンダ         | どうにもとまらない        | 1972             |
| アンコール                                                                              |                                     |                                                                 |                  |                  |                    |                           |                  |
| 49                                                                                      | 佐野元春                            | SOMEDAY                                                         | 1981             | 50               | Le Couple          | ひだまりの詩              | 1997             |
| 51                                                                                      | ドリーミング                        | アンパンマンのマーチ                                            | 1988             | 52               | 島倉千代子         | 愛のさざなみ              | 1968             |
| 53                                                                                      | 北島三郎                            | 帰ろかな                                                        | 1965             | 54               | 美空ひばり         | 川の流れのように          | 1989             |
| 特別枠大トリ・「男と女の枠を超えた本当のひとり紅白」 和田アキ子「笑って許して」（1970） |                                     |                                                                 |                  |                  |                    |                           |                  |

## 参加ミュージシャン
- 桑田佳祐:Vocal,Guitar
- 斎藤誠:Guitar,Chorus
- 中重雄:Guitar
- 角田俊介:Bass
- 河村“カースケ”智康:Drums
- はたけやま裕:Percussion
- 片山敦夫:Keyboards
- 深町栄:Keyboards
- 山本拓夫:Sax & Flute
- 吉田治:Sax
- 鍬田修一:Sax
- 佐々木はるか:Sax
- 西村浩二:Trumpet
- 菅坡雅彦:Trumpet
- 横山均:Trumpet
- 村田陽一:Trombone
- 広原正典:Trombone
- 東條あづさ:Trombone
- 朝里勝久:Bass Trombone
- CHICA:Violin
- 笠原あやの:Cello
- TIGER:Chorus
- 田中雪子:Chorus
- 佐藤嘉風:Chorus
- 角谷仁宣:Synth & Programming
- EBATO:Choreographer
- AAA“ひとり紅白DANCERS”:Dancer
- サザンオールスターズ
  - 関口和之：Vocal
  - 松田弘：Vocal
  - 原由子：Vocal
  - 野沢秀行：Vocal

## 映像関連
- 桑田佳祐 - 昭和八十八年度！ 第二回ひとり紅白歌合戦（トレーラー） - YouTube